# 野蜂式自走炮
野蜂式自走炮是第二次世界大戰納粹德國以三號/四號戰車混種車體為基礎，開發出來的一款自走砲，主要武裝為一門150mm榴彈砲。由德意志國防軍從1942年晚期起使用，直至二次大戰結束。
賦編型號全稱為"Panzerfeldhaubitze 18M auf Geschützwagen III/IV (Sf) Hummel, Sd.Kfz. 165"，"Hummel"此型稱是1944年2月27日由希特勒授名。

## 開發過程
野蜂式自走砲設計於1942年。1941年6月，德國發動巴巴羅薩作戰入侵蘇聯，前鋒裝甲部隊缺乏機動砲兵火力支援，當時雖然已有幾種自走砲車服役中，但德國陸軍對其性能及表現並不滿意，因此1942年德國陸軍開始設計新型自走砲來滿足需求。
第一個考慮方案是以三號戰車車體搭載一門LeFH 18 105mm榴彈砲，但軍方偏好使用四號戰車車體，於是本案在製造原型車一輛後被擱置。替代方案則是計劃使用特別設計的Geschützwagen III/IV車體，但搭載一門sFH18 150mm 30倍徑榴彈砲。Geschützwagen III/IV車體是一種三號/四號戰車混種車體，結合了三號戰車的駕駛、轉向系統以及四號戰車的引擎、懸吊系統，這個車體後來也使用於犀牛式驅逐戰車。新式自走砲就以此定案，命名為「三/四號自走砲」，"Hummel"名稱是後來希特勒命名的。
野蜂式自走砲在車體後方有一個頂部開放式戰鬥間，並有10mm的裝甲圍繞以保護乘員與火砲，引擎移至車體中央部份以讓出空間給戰鬥間。末期型則將駕駛室與上層結構稍為修改，以便給駕駛與通信員有較大的空間。

## 產量與衍生車型
由於基本型野蜂自走砲只能攜帶數量有限的彈藥，所以又開發出"Munitionsträger Hummel"野蜂彈藥運輸車以協同作戰。野蜂彈藥運輸車基本上就是沒有裝備火砲的野蜂，但有裝設置彈架以便輸送彈藥。如果情勢需要，野蜂彈藥運輸車也可以重新武裝，在戰場裝上榴彈砲，搖身一變成為正規野蜂自走砲作戰。
到戰爭結束為止，總共生產了714輛野蜂自走砲及150輛野蜂彈藥運輸車。

## 戰績
野蜂式自走砲初次作戰是在庫爾斯克會戰，約100輛參戰。野蜂主要配發於裝甲師中的裝甲砲兵營(Panzerartillerie Abteilungen)，每6輛野蜂自走砲搭配1輛野蜂彈藥運輸車。